# ولسوالی دوآب
دوآب یکی از ولسوالی‌های ولایت نورستان در شمال خاوری افغانستان است. جمعیت آن در سال ۲۰۰۶ میلادی، ۶،۹۷۳ نفر اعلام شده‌است.

## منبع‌ها
1. ↑  «جمعیت‌شناسی و جمعیت ولایت نورستان» (PDF). هیئت معاونت ملل متحد در افغانستان. وزارت احیا و انکشاف دهات افغانستان. دریافت‌شده در ۱۲-۱۲-۱۳۹۰. تاریخ وارد شده در |تاریخ بازدید= را بررسی کنید (کمک)